# La Samasita
La Samasita es un despoblado español del municipio de Ledesma, perteneciente a la provincia de Salamanca, en la comunidad autónoma de Castilla y León.

## Toponimia
El lugar puede aparecer referido como «La Samasita» y «Samasita».

## Historia
Hacia mediados del siglo XIX, el lugar, por entonces referido como una alquería perteneciente a La Sagrada, tenía contabilizada una población de diez habitantes. Aparece descrito en el decimotercer volumen del Diccionario geográfico-estadístico-histórico de España y sus posesiones de Ultramar de Pascual Madoz con las siguientes palabras:

SAMASITA: alq. en la prov. de Salamanca, part. jud. de Ledesma, térm. municipal de Sagrada. pobl.: 2 vec., 10 almas.
(Madoz, 1849, p. 718)

En la actualidad, pertenece al municipio de Ledesma. En 2022, no tenía empadronado ningún habitante.